# Ford GT70
La Ford GT70, scritto anche GT 70 o GT-70, è un'autovettura da competizione prodotta in 6 esemplari dalla casa automobilistica statunitense Ford dal 1970 al 1973.

## Storia
La Ford GT70 fu disegnata da Ercole Spada e venne prodotta dalla filiale Ford UK nel 1970, per essere destinata all'impiego nel Campionato del mondo di rally. Progettata per poter competere con le allora vetture da rally a motore posteriore come la Porsche 911 S Coupé e la Renault Alpine A110 1600, la GT70 era una berlinetta a motore centrale/longitudinale e trazione posteriore. Len Bailey, che era stato l'ingegnere capo del progetto Ford GT40, fu chiamato per aiutare a progettare e sviluppare la carrozzeria e il telaio.
Venne presentata al salone di Bruxelles nel 1971. La GT70 ebbe scarso successo nei rally poiché soffriva di numerosi problemi e difetti: il telaio non era abbastanza rigido, l'abitacolo era troppo piccolo e il V6 delle vetture originali aveva il baricentro troppo alto. Sebbene lo scopo della creazione della GT70 fosse quello di gareggiare nei rally, le modifiche al regolamento del neonato Campionato del mondo di rally e il fatto che la coeva Escort RS 1600 dimostrava di essere più competitiva, indussero gli ingegneri Ford ad abbandonare il progetto che terminò nel 1973.
La GT70 era dotata di quattro sospensioni indipendenti e inizialmente progettata per poter utilizzare diverse tipologie di motorizzazioni, con i primi esemplari che erano dotati del 2,6 litri V6 Colonia della Ford Capri RS2600 che sviluppa 240 CV (179 kW). La filiale francese Ford France in seguito sostituì il V6 con un motore Cosworth BDA a quattro cilindri in linea da 1,6 litri per ridurre il peso e abbassare il baricentro. La GT70 era realizzata mediante una carrozzerie in fibra di vetro per risparmiare peso ed era dotata di ruote da 13 pollici.

## Produzione
Furono costruite solo sei esemplari della GT70. Una fu utilizzata nel 1971 al Ronde Cevenole Rally in Francia, con alla guida Roger Clark, ma fu afflitta da problemi al motore, alle sospensioni e ai freni. Un altro esemplare corse nel Tour de France automobilistico del 1971 con al volante François Mazet insieme a Jean Todt, ma incorsero in un incidente e non riuscirono a portare a termine la gara. Un terzo esemplare fu modificato da Ford France e venne dotato del motore Cosworth BDA da 1,6 litri, di un cambio Hewland a 5 marce e una livrea BP, gareggiando nei campionati francesi rally del 1972 e del 1973 con alla guida Guy Chasseuil. Un altro esemplare venne utilizzato come vettura da esposizione per la stampa automobilistica e l'ultimo fu utilizzato come vettura muletto. La GT70 originariamente modificata e utilizzata nei rally da Ford France, venne restaurata nel 2002 e dotata di un motore Cosworth BDG da 2 litri.

## GT-70 Concept car
L'ultimo esemplare rimanente, venne ridisegnato da Filippo Sapino presso lo studio Ford Design Center Europe di Torino e venne realizzata dalla Carrozzeria Ghia appena acquisita dalla Ford. La concept car fu esposta al Salone dell'Auto di Torino del 1971.